# 北海道道926号礼文空港線

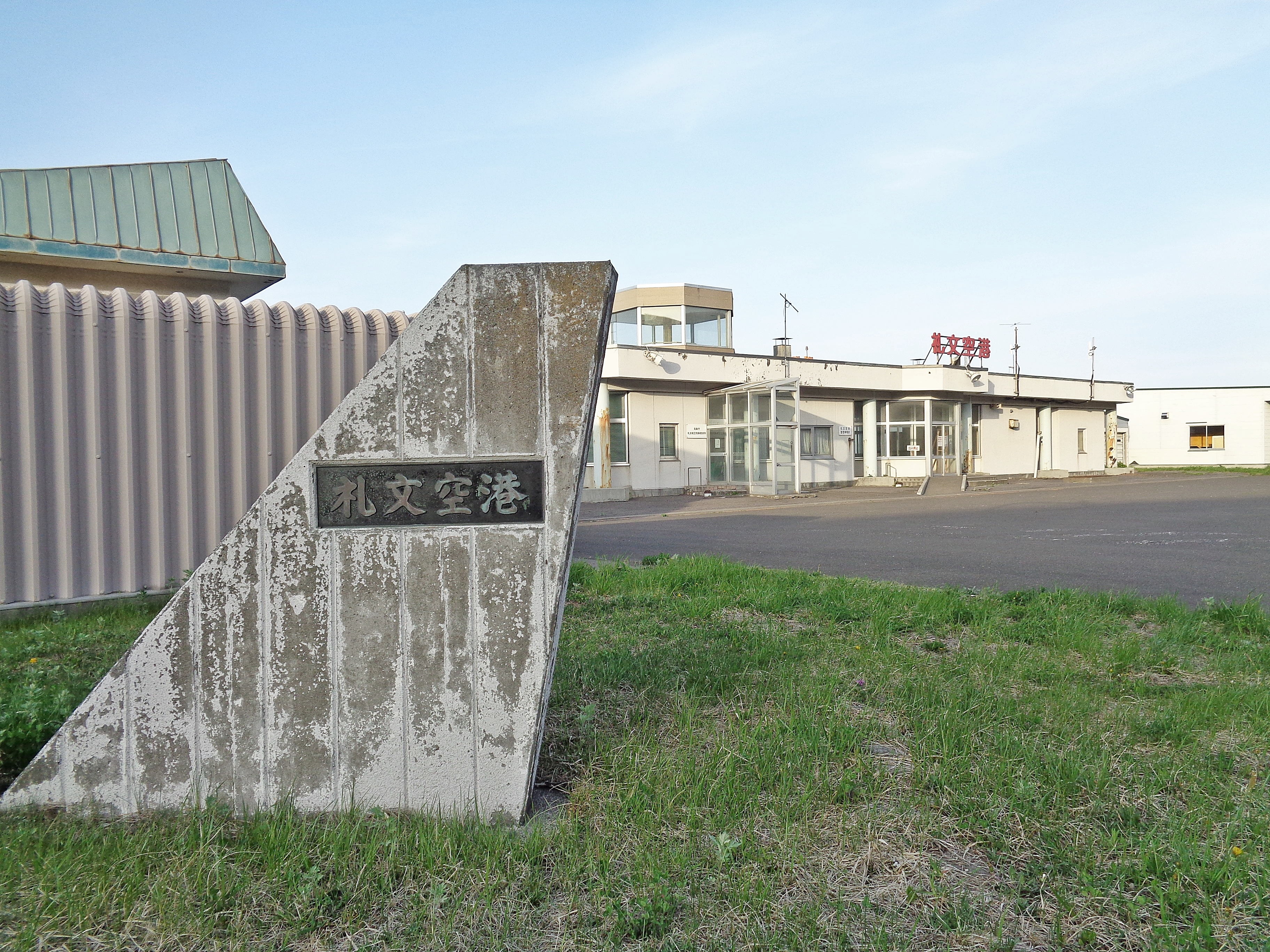
同道の起点となる礼文空港の標柱

北海道道926号礼文空港線（ほっかいどうどう926ごう れぶんくうこうせん）は、北海道礼文町内を結ぶ一般道道（北海道道）である。

## 路線概要
- 起点：北海道礼文郡礼文町船泊（礼文空港）
- 終点：北海道礼文郡礼文町船泊（北海道道507号船泊港利礼公園線交点）
- 総延長：1.139 km
- 実延長：1.104 km
- 重用延長：0.035 km

### 道路管理者
- 宗谷総合振興局 稚内建設管理部 礼文出張所

## 歴史
- 1977年（昭和52年）3月31日 - 路線認定[1]。

## 地理

### 通過する自治体
- 宗谷総合振興局
  - 礼文郡礼文町

### 交差する道路
礼文町
- 北海道道507号船泊港利礼公園線 - 船泊村ベンザイトマリ（終点）

### 沿線にある施設など
礼文町
- 礼文空港 ※休止中